# Sejemkara
| r · a | s | sxm | kA |

| r · a | s | sxm | kA |

Sejemkara fue un chaty de la quinta dinastía de Egipto. Hijo del faraón Kefrén y Hejenuhedjet, ejerció como chaty durante el inicio de la siguiente dinastía, en los reinados de Userkaf y Sahura.

## Tumba
La tumba de Sejemkara se conoce como G8154 (= LG 89), y está ubicada en el Campo Central de la Necrópolis de Guiza.  Se trata de una mastaba situada al suroeste de la de su hermano Nikaure y al noroeste de las tumbas de Niuserre y Niankhre. La tumba, excavada en la roca, se encuentra al noroeste de la pirámide de la reina Jentkaus I y al sureste de la de Jafra (Kefrén).
En las jambas de la entrada se le identifica como "el hijo del rey, príncipe heredero, contador, consejero, portador del sello del rey del Bajo Egipto, sacerdote lector jefe de su padre, único compañero, secretario de la Cámara, ayudante del dios Duau, secretario de su padre". En otras escenas tiene los títulos adicionales de jefe de la justicia y chaty y director del palacio. En una de las salas una inscripción registra su carrera en la corte durante los reinados de los reyes sucesivos:
- respetado ante su padre, el rey, ante el Gran Dios, ante el rey del Alto y Bajo Egipto Jafra
- ante el rey del Alto y Bajo Egipto Micerino
- ante el rey del Alto y Bajo Egipto Shepseskaf
- ante el rey del Alto y Bajo Egipto Userkaf
- ante el rey del Alto y Bajo Egipto Sahura